# 空軍士官学校
空軍士官学校（くうぐんしかんがっこう、英語: Air Force Academy, Air force College）とは、空軍の将校を養成する学校。将校は下士官兵と異なり、特別の権限・責務を有しているため、特に将校を教育する為の学校及び施設が設けられている。日本には空軍が無い為、ここではそれに相当する機関について説明する。

## 日本での空軍士官学校に相当する学校・施設
1. 陸軍航空士官学校
2. 陸軍飛行学校
3. 海軍練習航空隊
4. 航空自衛隊幹部候補生学校 - 1954年（昭和29年）9月、山口県防府市で開校
5. 海上自衛隊教育航空隊、海上保安学校宮城分校、同北九州航空研修センターなど

第2次世界大戦前・中の陸軍若しくは海軍では陸軍航空士官学校のみが部外者からの（専ら空中勤務に従事する）将校養成機能を果たしていた。
その他の学校では、既に採用されている者の中から選抜されて教育・訓練を受ける形になっていた。陸士や海兵出身者が航空業務に携わりたい場合は前述の方法にて、操縦員や偵察員に育成された。
海軍で有名な予科練はあくまでも、即戦力となる搭乗員養成に主眼を置いた施設である為、全課程修了時には下士官となる。ただし、進級により中堅幹部の士官待遇（准士官、特務士官）へはもちろん、将来的に高級幹部、はたまた将官となるべく、特選にて正式な士官への登用も図られていたが、実現したのは十名程度であった。
第2次世界大戦後の陸上自衛隊、海上自衛隊や航空自衛隊では「将校」や「士官」に代わって「幹部自衛官」の語が用いられていることから、空軍士官学校に相当する学校を「防衛大学校」や「幹部候補生学校（幹部候補生（飛行要員））」と呼称している（幹部学校は幹部候補生教育のための学校ではない）。

## 各国の空軍士官学校

### アジア
- インド:  ダンディガル空軍士官学校（英語版）
- インドネシア:  空軍士官学校 (インドネシア)（英語版）
- 韓国: 韓国空軍士官学校（1949年 - 現在）
- 中華人民共和国: 
  - 空軍ハルビン飛行学院
  - 空軍石家庄飛行学院
  - 空軍西安飛行学院

- 中華民国: 空軍軍官学校（1929年 - 現在）
- トルコ:  空軍士官学校 (トルコ)（英語版）
- バングラデシュ:  空軍士官学校 (バングラデシュ)（英語版）

### アフリカ
- エジプト: 空軍士官学校 (エジプト)（英語版）
- 南アフリカ共和国:  空軍士官学校 (南アフリカ)（英語版）

### アメリカ
- アメリカ合衆国: 空軍士官学校（アメリカ合衆国、1949年 - 現在）
- カナダ: カナダ王立軍事大学（英語版）
- ブラジル 空軍士官学校 (ブラジル)（英語版）

### ヨーロッパ
- イタリア: 空軍士官学校（1923年 - 現在）
- イギリス: クランウェル王立空軍士官学校
- ギリシャ: 空軍士官学校 (ギリシャ)（英語版）
- デンマーク: 王立空軍士官学校 (デンマーク)（英語版）
- ノルウェー: 王立空軍士官学校 (ノルウェー)（英語版）
- フィンランド: 空軍士官学校 (フィンランド)（英語版）
- フランス: 空軍士官学校（1933年 - 現在）
- ポルトガル: 空軍士官学校 (ポルトガル)（英語版）
- ポーランド: 空軍士官学校 (ポーランド)（ポーランド語版）
- ロシア連邦: 
  - ジュコーフスキー・ガガーリン空軍士官学校 - ガガーリン空軍士官学校（英語版）とジューコフスキー空軍技術アカデミー（英語版）が2008年に合併
  - モスクワ航空大学（ロシア語版） - ガガーリンの母校
  - スターリングラード航空士官学校（ロシア語版） - ガガーリンの次に宇宙に行ったゲルマン・チトフの母校

### オセアニア
- オーストラリア: オーストラリア　en:Officers' Training School RAAF
- ニュージーランド: ニュージーランドen:Command Training School